# ماکسیم بلوئه
ماکسیم بلوئه (انگلیسی: Maxime Belouet؛ زادهٔ ۱۱ اوت ۱۹۸۶) بازیکن فوتبال اهل فرانسه است.
از باشگاه‌هایی که در آن بازی کرده‌است می‌توان به باشگاه فوتبال ونس، باشگاه ورزشی فنجاء، و باشگاه فوتبال سالگائوکار اشاره کرد.